# Anadara broughtonii
Anadara broughtonii  (лат.) — вид двустворчатых моллюсков из семейства арок (Arcidae).

## Внешний вид и строение
Небольших размеров моллюск, длина раковины — 12 см, высота — до 9,6 см. Створки сильно выпуклые, на каждой по 42—43 радиальных ребра. Замок со множеством зубов. Тело моллюска имеет яркую кирпично-оранжевую окраску. Кровь красная, как и у всех представителей семейства.

## Распространение и места обитания
Обитает в субтропиках и тропиках западной части Тихого океана (от залива Петра Великого и побережья Японии до Жёлтого моря) на глубине от 0 до 60 м. Зарываются в илистый грунт.

## Anadara inaequivalvisи человек
В Японии этот вид употребляется в пищу.